# Serjania psilophylla
Serjania psilophylla är en kinesträdsväxtart som beskrevs av Ludwig Radlkofer och J. D. Smith.. Serjania psilophylla ingår i släktet Serjania och familjen kinesträdsväxter. Inga underarter finns listade i Catalogue of Life.